# Liste des planètes mineures (123001-124000)
Voici la liste des planètes mineures numérotées de 123001 à 124000. Les planètes mineures sont numérotées lorsque leur orbite est confirmée, ce qui peut parfois se produire longtemps après leur découverte. Elles sont classées ici par leur numéro et donc approximativement par leur date de découverte.

## Planètes mineures 123001 à 124000

### 123001-123100
| Nom      | Désignation provisoire | Date de la découverte | Découvreur |
| -------- | ---------------------- | --------------------- | ---------- |
| (123001) | 2000 SV253             | 24 septembre 2000     | LINEAR     |
| (123002) | 2000 SS255             | 24 septembre 2000     | LINEAR     |
| (123003) | 2000 SC258             | 24 septembre 2000     | LINEAR     |
| (123004) | 2000 SH258             | 24 septembre 2000     | LINEAR     |
| (123005) | 2000 SZ258             | 24 septembre 2000     | LINEAR     |
| (123006) | 2000 SD259             | 24 septembre 2000     | LINEAR     |
| (123007) | 2000 SD260             | 24 septembre 2000     | LINEAR     |
| (123008) | 2000 SJ260             | 24 septembre 2000     | LINEAR     |
| (123009) | 2000 ST260             | 24 septembre 2000     | LINEAR     |
| (123010) | 2000 SF262             | 25 septembre 2000     | LINEAR     |
| (123011) | 2000 SL262             | 25 septembre 2000     | LINEAR     |
| (123012) | 2000 SQ262             | 25 septembre 2000     | LINEAR     |
| (123013) | 2000 SV264             | 26 septembre 2000     | LINEAR     |
| (123014) | 2000 SB265             | 26 septembre 2000     | LINEAR     |
| (123015) | 2000 SW265             | 26 septembre 2000     | LINEAR     |
| (123016) | 2000 SA266             | 26 septembre 2000     | LINEAR     |
| (123017) | 2000 SD266             | 26 septembre 2000     | LINEAR     |
| (123018) | 2000 SG267             | 27 septembre 2000     | LINEAR     |
| (123019) | 2000 SX268             | 27 septembre 2000     | LINEAR     |
| (123020) | 2000 SV270             | 27 septembre 2000     | LINEAR     |
| (123021) | 2000 SV272             | 28 septembre 2000     | LINEAR     |
| (123022) | 2000 SX272             | 28 septembre 2000     | LINEAR     |
| (123023) | 2000 SE273             | 28 septembre 2000     | LINEAR     |
| (123024) | 2000 SM276             | 30 septembre 2000     | LINEAR     |
| (123025) | 2000 SB279             | 30 septembre 2000     | LINEAR     |
| (123026) | 2000 SZ279             | 25 septembre 2000     | LINEAR     |
| (123027) | 2000 SC280             | 27 septembre 2000     | LINEAR     |
| (123028) | 2000 SD282             | 23 septembre 2000     | LINEAR     |
| (123029) | 2000 SO282             | 23 septembre 2000     | LINEAR     |
| (123030) | 2000 SH283             | 23 septembre 2000     | LINEAR     |
| (123031) | 2000 SN283             | 23 septembre 2000     | LINEAR     |
| (123032) | 2000 SG286             | 24 septembre 2000     | LINEAR     |
| (123033) | 2000 SJ286             | 24 septembre 2000     | LINEAR     |
| (123034) | 2000 SG288             | 26 septembre 2000     | LINEAR     |
| (123035) | 2000 SK288             | 27 septembre 2000     | LINEAR     |
| (123036) | 2000 SO288             | 27 septembre 2000     | LINEAR     |
| (123037) | 2000 SF289             | 27 septembre 2000     | LINEAR     |
| (123038) | 2000 SH290             | 27 septembre 2000     | LINEAR     |
| (123039) | 2000 SJ290             | 27 septembre 2000     | LINEAR     |
| (123040) | 2000 SK291             | 27 septembre 2000     | LINEAR     |
| (123041) | 2000 SP291             | 27 septembre 2000     | LINEAR     |
| (123042) | 2000 SR291             | 27 septembre 2000     | LINEAR     |
| (123043) | 2000 SV291             | 27 septembre 2000     | LINEAR     |
| (123044) | 2000 SK292             | 27 septembre 2000     | LINEAR     |
| (123045) | 2000 SO292             | 27 septembre 2000     | LINEAR     |
| (123046) | 2000 SG294             | 27 septembre 2000     | LINEAR     |
| (123047) | 2000 ST294             | 27 septembre 2000     | LINEAR     |
| (123048) | 2000 SY294             | 27 septembre 2000     | LINEAR     |
| (123049) | 2000 SA295             | 27 septembre 2000     | LINEAR     |
| (123050) | 2000 SL295             | 27 septembre 2000     | LINEAR     |
| (123051) | 2000 SN295             | 27 septembre 2000     | LINEAR     |
| (123052) | 2000 SY295             | 27 septembre 2000     | LINEAR     |
| (123053) | 2000 SV297             | 28 septembre 2000     | LINEAR     |
| (123054) | 2000 SH298             | 28 septembre 2000     | LINEAR     |
| (123055) | 2000 SR298             | 28 septembre 2000     | LINEAR     |
| (123056) | 2000 SO300             | 28 septembre 2000     | LINEAR     |
| (123057) | 2000 SP300             | 28 septembre 2000     | LINEAR     |
| (123058) | 2000 SZ300             | 28 septembre 2000     | LINEAR     |
| (123059) | 2000 SV301             | 28 septembre 2000     | LINEAR     |
| (123060) | 2000 SZ301             | 28 septembre 2000     | LINEAR     |
| (123061) | 2000 SV302             | 28 septembre 2000     | LINEAR     |
| (123062) | 2000 SY302             | 28 septembre 2000     | LINEAR     |
| (123063) | 2000 SL303             | 28 septembre 2000     | LINEAR     |
| (123064) | 2000 SN303             | 28 septembre 2000     | LINEAR     |
| (123065) | 2000 SY303             | 30 septembre 2000     | LINEAR     |
| (123066) | 2000 SG304             | 30 septembre 2000     | LINEAR     |
| (123067) | 2000 SZ304             | 30 septembre 2000     | LINEAR     |
| (123068) | 2000 SJ305             | 30 septembre 2000     | LINEAR     |
| (123069) | 2000 SS306             | 30 septembre 2000     | LINEAR     |
| (123070) | 2000 SQ309             | 24 septembre 2000     | LINEAR     |
| (123071) | 2000 ST310             | 26 septembre 2000     | LINEAR     |
| (123072) | 2000 SE311             | 26 septembre 2000     | LINEAR     |
| (123073) | 2000 SF311             | 26 septembre 2000     | LINEAR     |
| (123074) | 2000 SG311             | 26 septembre 2000     | LINEAR     |
| (123075) | 2000 SA312             | 27 septembre 2000     | LINEAR     |
| (123076) | 2000 SK312             | 27 septembre 2000     | LINEAR     |
| (123077) | 2000 SF313             | 27 septembre 2000     | LINEAR     |
| (123078) | 2000 SZ313             | 27 septembre 2000     | LINEAR     |
| (123079) | 2000 SG315             | 28 septembre 2000     | LINEAR     |
| (123080) | 2000 SA316             | 30 septembre 2000     | LINEAR     |
| (123081) | 2000 SN316             | 30 septembre 2000     | LINEAR     |
| (123082) | 2000 SD319             | 26 septembre 2000     | LINEAR     |
| (123083) | 2000 SL319             | 26 septembre 2000     | LINEAR     |
| (123084) | 2000 SV319             | 27 septembre 2000     | LINEAR     |
| (123085) | 2000 ST320             | 30 septembre 2000     | LINEAR     |
| (123086) | 2000 SH321             | 28 septembre 2000     | Crni Vrh   |
| (123087) | 2000 SQ327             | 30 septembre 2000     | LINEAR     |
| (123088) | 2000 SU327             | 30 septembre 2000     | LINEAR     |
| (123089) | 2000 SL328             | 30 septembre 2000     | Spacewatch |
| (123090) | 2000 SQ328             | 30 septembre 2000     | Spacewatch |
| (123091) | 2000 SE329             | 27 septembre 2000     | Spacewatch |
| (123092) | 2000 SZ333             | 26 septembre 2000     | NEAT       |
| (123093) | 2000 SD335             | 26 septembre 2000     | NEAT       |
| (123094) | 2000 SL336             | 26 septembre 2000     | NEAT       |
| (123095) | 2000 SV336             | 26 septembre 2000     | NEAT       |
| (123096) | 2000 SJ338             | 25 septembre 2000     | Spacewatch |
| (123097) | 2000 SE340             | 24 septembre 2000     | LINEAR     |
| (123098) | 2000 SJ340             | 24 septembre 2000     | LINEAR     |
| (123099) | 2000 SF342             | 24 septembre 2000     | LINEAR     |
| (123100) | 2000 SC343             | 24 septembre 2000     | LINEAR     |

### 123101-123200
| Nom                  | Désignation provisoire | Date de la découverte | Découvreur                           |
| -------------------- | ---------------------- | --------------------- | ------------------------------------ |
| (123101)             | 2000 SQ344             | 29 septembre 2000     | Beijing Schmidt CCD Asteroid Program |
| (123102)             | 2000 SU344             | 20 septembre 2000     | LINEAR                               |
| (123103)             | 2000 SJ347             | 25 septembre 2000     | LINEAR                               |
| (123104)             | 2000 SV348             | 30 septembre 2000     | LONEOS                               |
| (123105)             | 2000 SS349             | 29 septembre 2000     | LONEOS                               |
| (123106)             | 2000 SX349             | 29 septembre 2000     | LONEOS                               |
| (123107)             | 2000 SF350             | 29 septembre 2000     | LONEOS                               |
| (123108)             | 2000 SM351             | 29 septembre 2000     | LONEOS                               |
| (123109)             | 2000 SQ355             | 29 septembre 2000     | LONEOS                               |
| (123110)             | 2000 SL357             | 28 septembre 2000     | LONEOS                               |
| (123111)             | 2000 SV357             | 28 septembre 2000     | LONEOS                               |
| (123112)             | 2000 SW357             | 28 septembre 2000     | LONEOS                               |
| (123113)             | 2000 SH361             | 23 septembre 2000     | LONEOS                               |
| (123114)             | 2000 SO365             | 21 septembre 2000     | LONEOS                               |
| (123115)             | 2000 SE366             | 23 septembre 2000     | LINEAR                               |
| (123116)             | 2000 SC367             | 23 septembre 2000     | LONEOS                               |
| (123117)             | 2000 SD367             | 23 septembre 2000     | LONEOS                               |
| (123118)             | 2000 SH369             | 22 septembre 2000     | LONEOS                               |
| (123119)             | 2000 SA370             | 24 septembre 2000     | LONEOS                               |
| (123120) Peternewman | 2000 SQ372             | 26 septembre 2000     | Sloan Digital Sky Survey             |
| (123121)             | 2000 TA3               | 1er octobre 2000      | LINEAR                               |
| (123122)             | 2000 TS4               | 1er octobre 2000      | LINEAR                               |
| (123123)             | 2000 TD5               | 1er octobre 2000      | LINEAR                               |
| (123124)             | 2000 TZ5               | 1er octobre 2000      | LINEAR                               |
| (123125)             | 2000 TQ7               | 1er octobre 2000      | LINEAR                               |
| (123126)             | 2000 TS7               | 1er octobre 2000      | LINEAR                               |
| (123127)             | 2000 TA8               | 1er octobre 2000      | LINEAR                               |
| (123128)             | 2000 TW8               | 1er octobre 2000      | LINEAR                               |
| (123129)             | 2000 TX11              | 1er octobre 2000      | LINEAR                               |
| (123130)             | 2000 TY11              | 1er octobre 2000      | LINEAR                               |
| (123131)             | 2000 TD12              | 1er octobre 2000      | LINEAR                               |
| (123132)             | 2000 TK12              | 1er octobre 2000      | LINEAR                               |
| (123133)             | 2000 TH13              | 1er octobre 2000      | LINEAR                               |
| (123134)             | 2000 TL13              | 1er octobre 2000      | LINEAR                               |
| (123135)             | 2000 TS13              | 1er octobre 2000      | LINEAR                               |
| (123136)             | 2000 TA16              | 1er octobre 2000      | LINEAR                               |
| (123137)             | 2000 TN17              | 1er octobre 2000      | LINEAR                               |
| (123138)             | 2000 TZ17              | 1er octobre 2000      | LINEAR                               |
| (123139)             | 2000 TB18              | 1er octobre 2000      | LINEAR                               |
| (123140)             | 2000 TD18              | 1er octobre 2000      | LINEAR                               |
| (123141)             | 2000 TK18              | 1er octobre 2000      | LINEAR                               |
| (123142)             | 2000 TN18              | 1er octobre 2000      | LINEAR                               |
| (123143)             | 2000 TX18              | 1er octobre 2000      | LINEAR                               |
| (123144)             | 2000 TY19              | 1er octobre 2000      | LINEAR                               |
| (123145)             | 2000 TU21              | 1er octobre 2000      | LINEAR                               |
| (123146)             | 2000 TB24              | 2 octobre 2000        | LINEAR                               |
| (123147)             | 2000 TL25              | 2 octobre 2000        | LINEAR                               |
| (123148)             | 2000 TY25              | 1er octobre 2000      | LINEAR                               |
| (123149)             | 2000 TK29              | 3 octobre 2000        | LINEAR                               |
| (123150)             | 2000 TJ32              | 6 octobre 2000        | Spacewatch                           |
| (123151)             | 2000 TJ33              | 4 octobre 2000        | LINEAR                               |
| (123152)             | 2000 TQ37              | 1er octobre 2000      | LINEAR                               |
| (123153)             | 2000 TK38              | 1er octobre 2000      | LINEAR                               |
| (123154)             | 2000 TH39              | 1er octobre 2000      | LINEAR                               |
| (123155)             | 2000 TL40              | 1er octobre 2000      | LINEAR                               |
| (123156)             | 2000 TM43              | 1er octobre 2000      | LINEAR                               |
| (123157)             | 2000 TG45              | 1er octobre 2000      | LINEAR                               |
| (123158)             | 2000 TS45              | 1er octobre 2000      | LINEAR                               |
| (123159)             | 2000 TZ45              | 1er octobre 2000      | LONEOS                               |
| (123160)             | 2000 TO46              | 1er octobre 2000      | LONEOS                               |
| (123161)             | 2000 TD47              | 1er octobre 2000      | LONEOS                               |
| (123162)             | 2000 TV47              | 1er octobre 2000      | LINEAR                               |
| (123163)             | 2000 TV48              | 1er octobre 2000      | LONEOS                               |
| (123164)             | 2000 TZ50              | 1er octobre 2000      | LINEAR                               |
| (123165)             | 2000 TK51              | 1er octobre 2000      | LINEAR                               |
| (123166)             | 2000 TU51              | 1er octobre 2000      | LINEAR                               |
| (123167)             | 2000 TY53              | 1er octobre 2000      | LINEAR                               |
| (123168)             | 2000 TC54              | 1er octobre 2000      | LINEAR                               |
| (123169)             | 2000 TC57              | 2 octobre 2000        | LONEOS                               |
| (123170)             | 2000 TA58              | 2 octobre 2000        | LONEOS                               |
| (123171)             | 2000 TL58              | 2 octobre 2000        | LONEOS                               |
| (123172)             | 2000 TA59              | 2 octobre 2000        | LONEOS                               |
| (123173)             | 2000 TK61              | 2 octobre 2000        | LONEOS                               |
| (123174)             | 2000 TU61              | 2 octobre 2000        | LONEOS                               |
| (123175)             | 2000 TD63              | 3 octobre 2000        | LONEOS                               |
| (123176)             | 2000 TO63              | 3 octobre 2000        | LINEAR                               |
| (123177)             | 2000 TD66              | 1er octobre 2000      | LINEAR                               |
| (123178)             | 2000 TU66              | 2 octobre 2000        | LINEAR                               |
| (123179)             | 2000 TM67              | 2 octobre 2000        | LINEAR                               |
| (123180)             | 2000 TP68              | 6 octobre 2000        | NEAT                                 |
| (123181)             | 2000 UW2               | 22 octobre 2000       | Bickel, W.                           |
| (123182)             | 2000 UY3               | 24 octobre 2000       | LINEAR                               |
| (123183)             | 2000 UQ4               | 24 octobre 2000       | LINEAR                               |
| (123184)             | 2000 UQ6               | 24 octobre 2000       | LINEAR                               |
| (123185)             | 2000 UJ7               | 24 octobre 2000       | LINEAR                               |
| (123186)             | 2000 UB9               | 24 octobre 2000       | LINEAR                               |
| (123187)             | 2000 UV10              | 25 octobre 2000       | LINEAR                               |
| (123188)             | 2000 UW10              | 25 octobre 2000       | LINEAR                               |
| (123189)             | 2000 UP13              | 23 octobre 2000       | Kusnirak, P.                         |
| (123190)             | 2000 UK14              | 24 octobre 2000       | LINEAR                               |
| (123191)             | 2000 UT14              | 25 octobre 2000       | LINEAR                               |
| (123192)             | 2000 UA15              | 25 octobre 2000       | LINEAR                               |
| (123193)             | 2000 UD15              | 25 octobre 2000       | LINEAR                               |
| (123194)             | 2000 UW15              | 27 octobre 2000       | Spacewatch                           |
| (123195)             | 2000 UU18              | 25 octobre 2000       | LINEAR                               |
| (123196)             | 2000 UC19              | 29 octobre 2000       | LINEAR                               |
| (123197)             | 2000 UV19              | 24 octobre 2000       | LINEAR                               |
| (123198)             | 2000 UF20              | 24 octobre 2000       | LINEAR                               |
| (123199)             | 2000 UQ20              | 24 octobre 2000       | LINEAR                               |
| (123200)             | 2000 UA24              | 24 octobre 2000       | LINEAR                               |

### 123201-123300
| Nom            | Désignation provisoire | Date de la découverte | Découvreur |
| -------------- | ---------------------- | --------------------- | ---------- |
| (123201)       | 2000 UK24              | 24 octobre 2000       | LINEAR     |
| (123202)       | 2000 UG25              | 24 octobre 2000       | LINEAR     |
| (123203)       | 2000 UV27              | 25 octobre 2000       | LINEAR     |
| (123204)       | 2000 UX27              | 25 octobre 2000       | LINEAR     |
| (123205)       | 2000 UZ27              | 25 octobre 2000       | LINEAR     |
| (123206)       | 2000 UA28              | 25 octobre 2000       | LINEAR     |
| (123207)       | 2000 UC28              | 25 octobre 2000       | LINEAR     |
| (123208)       | 2000 UO29              | 24 octobre 2000       | LINEAR     |
| (123209)       | 2000 UW32              | 29 octobre 2000       | Spacewatch |
| (123210)       | 2000 UW34              | 24 octobre 2000       | LINEAR     |
| (123211)       | 2000 UW36              | 24 octobre 2000       | LINEAR     |
| (123212)       | 2000 UY36              | 24 octobre 2000       | LINEAR     |
| (123213)       | 2000 UK37              | 24 octobre 2000       | LINEAR     |
| (123214)       | 2000 UX37              | 24 octobre 2000       | LINEAR     |
| (123215)       | 2000 UG38              | 24 octobre 2000       | LINEAR     |
| (123216)       | 2000 UZ39              | 24 octobre 2000       | LINEAR     |
| (123217)       | 2000 UF40              | 24 octobre 2000       | LINEAR     |
| (123218)       | 2000 UN40              | 24 octobre 2000       | LINEAR     |
| (123219)       | 2000 UC41              | 24 octobre 2000       | LINEAR     |
| (123220)       | 2000 UR41              | 24 octobre 2000       | LINEAR     |
| (123221)       | 2000 UQ44              | 24 octobre 2000       | LINEAR     |
| (123222)       | 2000 UX46              | 24 octobre 2000       | LINEAR     |
| (123223)       | 2000 UH47              | 24 octobre 2000       | LINEAR     |
| (123224)       | 2000 UR48              | 24 octobre 2000       | LINEAR     |
| (123225)       | 2000 UW48              | 24 octobre 2000       | LINEAR     |
| (123226)       | 2000 UD49              | 24 octobre 2000       | LINEAR     |
| (123227)       | 2000 UP49              | 24 octobre 2000       | LINEAR     |
| (123228)       | 2000 UE50              | 24 octobre 2000       | LINEAR     |
| (123229)       | 2000 UT52              | 24 octobre 2000       | LINEAR     |
| (123230)       | 2000 UL53              | 24 octobre 2000       | LINEAR     |
| (123231)       | 2000 UC55              | 24 octobre 2000       | LINEAR     |
| (123232)       | 2000 UQ56              | 25 octobre 2000       | LINEAR     |
| (123233)       | 2000 US56              | 25 octobre 2000       | LINEAR     |
| (123234)       | 2000 UO57              | 25 octobre 2000       | LINEAR     |
| (123235)       | 2000 UP57              | 25 octobre 2000       | LINEAR     |
| (123236)       | 2000 UX57              | 25 octobre 2000       | LINEAR     |
| (123237)       | 2000 UH58              | 25 octobre 2000       | LINEAR     |
| (123238)       | 2000 UN58              | 25 octobre 2000       | LINEAR     |
| (123239)       | 2000 UQ58              | 25 octobre 2000       | LINEAR     |
| (123240)       | 2000 UU59              | 25 octobre 2000       | LINEAR     |
| (123241)       | 2000 UL60              | 25 octobre 2000       | LINEAR     |
| (123242)       | 2000 US61              | 25 octobre 2000       | LINEAR     |
| (123243)       | 2000 UW63              | 25 octobre 2000       | LINEAR     |
| (123244)       | 2000 UY64              | 25 octobre 2000       | LINEAR     |
| (123245)       | 2000 UC65              | 25 octobre 2000       | LINEAR     |
| (123246)       | 2000 UO65              | 25 octobre 2000       | LINEAR     |
| (123247)       | 2000 UL67              | 25 octobre 2000       | LINEAR     |
| (123248)       | 2000 UT67              | 25 octobre 2000       | LINEAR     |
| (123249)       | 2000 UK68              | 25 octobre 2000       | LINEAR     |
| (123250)       | 2000 UN68              | 25 octobre 2000       | LINEAR     |
| (123251)       | 2000 UP68              | 25 octobre 2000       | LINEAR     |
| (123252)       | 2000 UG69              | 25 octobre 2000       | LINEAR     |
| (123253)       | 2000 UC70              | 25 octobre 2000       | LINEAR     |
| (123254)       | 2000 UT70              | 25 octobre 2000       | LINEAR     |
| (123255)       | 2000 UM71              | 25 octobre 2000       | LINEAR     |
| (123256)       | 2000 US73              | 26 octobre 2000       | LINEAR     |
| (123257)       | 2000 UT73              | 26 octobre 2000       | LINEAR     |
| (123258)       | 2000 UO74              | 30 octobre 2000       | LINEAR     |
| (123259)       | 2000 UV74              | 31 octobre 2000       | LINEAR     |
| (123260)       | 2000 UR76              | 24 octobre 2000       | LINEAR     |
| (123261)       | 2000 UO77              | 24 octobre 2000       | LINEAR     |
| (123262)       | 2000 UJ78              | 24 octobre 2000       | LINEAR     |
| (123263)       | 2000 UO78              | 24 octobre 2000       | LINEAR     |
| (123264)       | 2000 US78              | 24 octobre 2000       | LINEAR     |
| (123265)       | 2000 UA80              | 24 octobre 2000       | LINEAR     |
| (123266)       | 2000 UY81              | 25 octobre 2000       | LINEAR     |
| (123267)       | 2000 UK82              | 26 octobre 2000       | LINEAR     |
| (123268)       | 2000 UQ82              | 29 octobre 2000       | LINEAR     |
| (123269)       | 2000 UT84              | 31 octobre 2000       | LINEAR     |
| (123270)       | 2000 UB85              | 31 octobre 2000       | LINEAR     |
| (123271)       | 2000 UA88              | 31 octobre 2000       | LINEAR     |
| (123272)       | 2000 UN89              | 31 octobre 2000       | LINEAR     |
| (123273)       | 2000 UO90              | 24 octobre 2000       | LINEAR     |
| (123274)       | 2000 UZ90              | 25 octobre 2000       | LINEAR     |
| (123275)       | 2000 UO91              | 25 octobre 2000       | LINEAR     |
| (123276)       | 2000 UO93              | 25 octobre 2000       | LINEAR     |
| (123277)       | 2000 UU93              | 25 octobre 2000       | LINEAR     |
| (123278)       | 2000 UG95              | 25 octobre 2000       | LINEAR     |
| (123279)       | 2000 UP96              | 25 octobre 2000       | LINEAR     |
| (123280)       | 2000 UT96              | 25 octobre 2000       | LINEAR     |
| (123281)       | 2000 UY96              | 25 octobre 2000       | LINEAR     |
| (123282)       | 2000 US97              | 25 octobre 2000       | LINEAR     |
| (123283)       | 2000 UH98              | 25 octobre 2000       | LINEAR     |
| (123284)       | 2000 UZ98              | 25 octobre 2000       | LINEAR     |
| (123285)       | 2000 UE99              | 25 octobre 2000       | LINEAR     |
| (123286)       | 2000 UG99              | 25 octobre 2000       | LINEAR     |
| (123287)       | 2000 UK99              | 25 octobre 2000       | LINEAR     |
| (123288)       | 2000 UV99              | 25 octobre 2000       | LINEAR     |
| (123289)       | 2000 UC100             | 25 octobre 2000       | LINEAR     |
| (123290) Manoa | 2000 UH100             | 25 octobre 2000       | LINEAR     |
| (123291)       | 2000 UH101             | 25 octobre 2000       | LINEAR     |
| (123292)       | 2000 UT101             | 25 octobre 2000       | LINEAR     |
| (123293)       | 2000 UU102             | 25 octobre 2000       | LINEAR     |
| (123294)       | 2000 UX102             | 25 octobre 2000       | LINEAR     |
| (123295)       | 2000 UH103             | 25 octobre 2000       | LINEAR     |
| (123296)       | 2000 UJ104             | 25 octobre 2000       | LINEAR     |
| (123297)       | 2000 UC105             | 29 octobre 2000       | LINEAR     |
| (123298)       | 2000 UB110             | 31 octobre 2000       | LINEAR     |
| (123299)       | 2000 UG111             | 26 octobre 2000       | Spacewatch |
| (123300)       | 2000 UF112             | 31 octobre 2000       | LINEAR     |

### 123301-123400
| Nom      | Désignation provisoire | Date de la découverte | Découvreur     |
| -------- | ---------------------- | --------------------- | -------------- |
| (123301) | 2000 UK112             | 25 octobre 2000       | LINEAR         |
| (123302) | 2000 UW112             | 19 octobre 2000       | Garradd, G. J. |
| (123303) | 2000 VT                | 1er novembre 2000     | Spacewatch     |
| (123304) | 2000 VO1               | 1er novembre 2000     | LINEAR         |
| (123305) | 2000 VZ1               | 1er novembre 2000     | LINEAR         |
| (123306) | 2000 VC3               | 2 novembre 2000       | Spacewatch     |
| (123307) | 2000 VZ4               | 1er novembre 2000     | LINEAR         |
| (123308) | 2000 VT6               | 1er novembre 2000     | LINEAR         |
| (123309) | 2000 VV6               | 1er novembre 2000     | LINEAR         |
| (123310) | 2000 VF7               | 1er novembre 2000     | LINEAR         |
| (123311) | 2000 VV7               | 1er novembre 2000     | LINEAR         |
| (123312) | 2000 VY7               | 1er novembre 2000     | LINEAR         |
| (123313) | 2000 VZ7               | 1er novembre 2000     | LINEAR         |
| (123314) | 2000 VC8               | 1er novembre 2000     | LINEAR         |
| (123315) | 2000 VT8               | 1er novembre 2000     | LINEAR         |
| (123316) | 2000 VR9               | 1er novembre 2000     | LINEAR         |
| (123317) | 2000 VU9               | 1er novembre 2000     | LINEAR         |
| (123318) | 2000 VC10              | 1er novembre 2000     | LINEAR         |
| (123319) | 2000 VN10              | 1er novembre 2000     | LINEAR         |
| (123320) | 2000 VV15              | 1er novembre 2000     | LINEAR         |
| (123321) | 2000 VF17              | 1er novembre 2000     | LINEAR         |
| (123322) | 2000 VS19              | 1er novembre 2000     | LINEAR         |
| (123323) | 2000 VU19              | 1er novembre 2000     | LINEAR         |
| (123324) | 2000 VA20              | 1er novembre 2000     | LINEAR         |
| (123325) | 2000 VV20              | 1er novembre 2000     | LINEAR         |
| (123326) | 2000 VE22              | 1er novembre 2000     | LINEAR         |
| (123327) | 2000 VT23              | 1er novembre 2000     | LINEAR         |
| (123328) | 2000 VL30              | 1er novembre 2000     | LINEAR         |
| (123329) | 2000 VC31              | 1er novembre 2000     | LINEAR         |
| (123330) | 2000 VA38              | 1er novembre 2000     | LINEAR         |
| (123331) | 2000 VC40              | 1er novembre 2000     | LINEAR         |
| (123332) | 2000 VQ41              | 1er novembre 2000     | LINEAR         |
| (123333) | 2000 VF42              | 1er novembre 2000     | LINEAR         |
| (123334) | 2000 VY42              | 1er novembre 2000     | LINEAR         |
| (123335) | 2000 VQ43              | 1er novembre 2000     | LINEAR         |
| (123336) | 2000 VD45              | 1er novembre 2000     | LINEAR         |
| (123337) | 2000 VE46              | 3 novembre 2000       | LINEAR         |
| (123338) | 2000 VT47              | 1er novembre 2000     | LINEAR         |
| (123339) | 2000 VY52              | 3 novembre 2000       | LINEAR         |
| (123340) | 2000 VW53              | 3 novembre 2000       | LINEAR         |
| (123341) | 2000 VQ54              | 3 novembre 2000       | LINEAR         |
| (123342) | 2000 VS54              | 3 novembre 2000       | LINEAR         |
| (123343) | 2000 VT57              | 3 novembre 2000       | LINEAR         |
| (123344) | 2000 VA58              | 3 novembre 2000       | LINEAR         |
| (123345) | 2000 VF60              | 1er novembre 2000     | LINEAR         |
| (123346) | 2000 VG60              | 1er novembre 2000     | LINEAR         |
| (123347) | 2000 VV60              | 1er novembre 2000     | Spacewatch     |
| (123348) | 2000 VY60              | 1er novembre 2000     | Spacewatch     |
| (123349) | 2000 VP61              | 9 novembre 2000       | LINEAR         |
| (123350) | 2000 WQ1               | 17 novembre 2000      | LINEAR         |
| (123351) | 2000 WF2               | 18 novembre 2000      | Juels, C. W.   |
| (123352) | 2000 WU3               | 19 novembre 2000      | LINEAR         |
| (123353) | 2000 WV4               | 19 novembre 2000      | LINEAR         |
| (123354) | 2000 WT6               | 19 novembre 2000      | LINEAR         |
| (123355) | 2000 WC9               | 18 novembre 2000      | BATTeRS        |
| (123356) | 2000 WX15              | 21 novembre 2000      | LINEAR         |
| (123357) | 2000 WE18              | 21 novembre 2000      | LINEAR         |
| (123358) | 2000 WO19              | 24 novembre 2000      | Moriyama       |
| (123359) | 2000 WV23              | 20 novembre 2000      | LINEAR         |
| (123360) | 2000 WN26              | 25 novembre 2000      | LINEAR         |
| (123361) | 2000 WK28              | 23 novembre 2000      | NEAT           |
| (123362) | 2000 WM28              | 23 novembre 2000      | NEAT           |
| (123363) | 2000 WO30              | 20 novembre 2000      | LINEAR         |
| (123364) | 2000 WN31              | 20 novembre 2000      | LINEAR         |
| (123365) | 2000 WU31              | 20 novembre 2000      | LINEAR         |
| (123366) | 2000 WE32              | 20 novembre 2000      | LINEAR         |
| (123367) | 2000 WK32              | 20 novembre 2000      | LINEAR         |
| (123368) | 2000 WX32              | 20 novembre 2000      | LINEAR         |
| (123369) | 2000 WV35              | 20 novembre 2000      | LINEAR         |
| (123370) | 2000 WZ35              | 20 novembre 2000      | LINEAR         |
| (123371) | 2000 WD36              | 20 novembre 2000      | LINEAR         |
| (123372) | 2000 WA37              | 20 novembre 2000      | LINEAR         |
| (123373) | 2000 WW39              | 20 novembre 2000      | LINEAR         |
| (123374) | 2000 WE44              | 21 novembre 2000      | LINEAR         |
| (123375) | 2000 WU44              | 21 novembre 2000      | LINEAR         |
| (123376) | 2000 WV44              | 21 novembre 2000      | LINEAR         |
| (123377) | 2000 WA45              | 21 novembre 2000      | LINEAR         |
| (123378) | 2000 WU51              | 27 novembre 2000      | Spacewatch     |
| (123379) | 2000 WJ53              | 27 novembre 2000      | Spacewatch     |
| (123380) | 2000 WW53              | 27 novembre 2000      | Spacewatch     |
| (123381) | 2000 WK57              | 21 novembre 2000      | LINEAR         |
| (123382) | 2000 WR58              | 21 novembre 2000      | LINEAR         |
| (123383) | 2000 WW58              | 21 novembre 2000      | LINEAR         |
| (123384) | 2000 WG60              | 21 novembre 2000      | LINEAR         |
| (123385) | 2000 WO62              | 28 novembre 2000      | Korlevic, K.   |
| (123386) | 2000 WW62              | 28 novembre 2000      | Juels, C. W.   |
| (123387) | 2000 WO66              | 20 novembre 2000      | LINEAR         |
| (123388) | 2000 WR69              | 19 novembre 2000      | LINEAR         |
| (123389) | 2000 WG71              | 19 novembre 2000      | LINEAR         |
| (123390) | 2000 WT71              | 19 novembre 2000      | LINEAR         |
| (123391) | 2000 WX71              | 19 novembre 2000      | LINEAR         |
| (123392) | 2000 WF72              | 19 novembre 2000      | LINEAR         |
| (123393) | 2000 WH72              | 19 novembre 2000      | LINEAR         |
| (123394) | 2000 WU73              | 20 novembre 2000      | LINEAR         |
| (123395) | 2000 WA75              | 20 novembre 2000      | LINEAR         |
| (123396) | 2000 WF75              | 20 novembre 2000      | LINEAR         |
| (123397) | 2000 WB78              | 20 novembre 2000      | LINEAR         |
| (123398) | 2000 WL79              | 20 novembre 2000      | LINEAR         |
| (123399) | 2000 WP80              | 20 novembre 2000      | LINEAR         |
| (123400) | 2000 WY80              | 20 novembre 2000      | LINEAR         |

### 123401-123500
| Nom      | Désignation provisoire | Date de la découverte | Découvreur   |
| -------- | ---------------------- | --------------------- | ------------ |
| (123401) | 2000 WM83              | 20 novembre 2000      | LINEAR       |
| (123402) | 2000 WS83              | 20 novembre 2000      | LINEAR       |
| (123403) | 2000 WH86              | 20 novembre 2000      | LINEAR       |
| (123404) | 2000 WS88              | 20 novembre 2000      | LINEAR       |
| (123405) | 2000 WD90              | 21 novembre 2000      | LINEAR       |
| (123406) | 2000 WJ90              | 21 novembre 2000      | LINEAR       |
| (123407) | 2000 WG94              | 21 novembre 2000      | LINEAR       |
| (123408) | 2000 WZ94              | 21 novembre 2000      | LINEAR       |
| (123409) | 2000 WJ95              | 21 novembre 2000      | LINEAR       |
| (123410) | 2000 WV96              | 21 novembre 2000      | LINEAR       |
| (123411) | 2000 WM97              | 21 novembre 2000      | LINEAR       |
| (123412) | 2000 WZ97              | 21 novembre 2000      | LINEAR       |
| (123413) | 2000 WT98              | 21 novembre 2000      | LINEAR       |
| (123414) | 2000 WM99              | 21 novembre 2000      | LINEAR       |
| (123415) | 2000 WN99              | 21 novembre 2000      | LINEAR       |
| (123416) | 2000 WF100             | 21 novembre 2000      | LINEAR       |
| (123417) | 2000 WN103             | 26 novembre 2000      | LINEAR       |
| (123418) | 2000 WT103             | 27 novembre 2000      | LINEAR       |
| (123419) | 2000 WX103             | 27 novembre 2000      | LINEAR       |
| (123420) | 2000 WN105             | 28 novembre 2000      | Spacewatch   |
| (123421) | 2000 WV105             | 29 novembre 2000      | Spacewatch   |
| (123422) | 2000 WF106             | 29 novembre 2000      | Spacewatch   |
| (123423) | 2000 WV107             | 20 novembre 2000      | LINEAR       |
| (123424) | 2000 WQ108             | 20 novembre 2000      | LINEAR       |
| (123425) | 2000 WM110             | 20 novembre 2000      | LINEAR       |
| (123426) | 2000 WE111             | 20 novembre 2000      | LINEAR       |
| (123427) | 2000 WX111             | 20 novembre 2000      | LINEAR       |
| (123428) | 2000 WJ112             | 20 novembre 2000      | LINEAR       |
| (123429) | 2000 WB115             | 20 novembre 2000      | LINEAR       |
| (123430) | 2000 WX115             | 20 novembre 2000      | LINEAR       |
| (123431) | 2000 WG117             | 20 novembre 2000      | LINEAR       |
| (123432) | 2000 WQ118             | 20 novembre 2000      | LINEAR       |
| (123433) | 2000 WY118             | 20 novembre 2000      | LINEAR       |
| (123434) | 2000 WD119             | 20 novembre 2000      | LINEAR       |
| (123435) | 2000 WJ119             | 20 novembre 2000      | LINEAR       |
| (123436) | 2000 WF120             | 20 novembre 2000      | LINEAR       |
| (123437) | 2000 WP121             | 26 novembre 2000      | LINEAR       |
| (123438) | 2000 WU121             | 29 novembre 2000      | LINEAR       |
| (123439) | 2000 WS125             | 30 novembre 2000      | LINEAR       |
| (123440) | 2000 WT125             | 30 novembre 2000      | LINEAR       |
| (123441) | 2000 WP126             | 16 novembre 2000      | Spacewatch   |
| (123442) | 2000 WU129             | 19 novembre 2000      | Spacewatch   |
| (123443) | 2000 WZ129             | 19 novembre 2000      | LINEAR       |
| (123444) | 2000 WF131             | 20 novembre 2000      | LONEOS       |
| (123445) | 2000 WL131             | 20 novembre 2000      | LONEOS       |
| (123446) | 2000 WQ131             | 20 novembre 2000      | LONEOS       |
| (123447) | 2000 WZ131             | 17 novembre 2000      | Spacewatch   |
| (123448) | 2000 WR132             | 19 novembre 2000      | LINEAR       |
| (123449) | 2000 WK133             | 19 novembre 2000      | LINEAR       |
| (123450) | 2000 WZ133             | 19 novembre 2000      | LINEAR       |
| (123451) | 2000 WF134             | 19 novembre 2000      | LINEAR       |
| (123452) | 2000 WJ134             | 19 novembre 2000      | LINEAR       |
| (123453) | 2000 WF135             | 19 novembre 2000      | LINEAR       |
| (123454) | 2000 WS135             | 20 novembre 2000      | LONEOS       |
| (123455) | 2000 WF136             | 20 novembre 2000      | LINEAR       |
| (123456) | 2000 WO137             | 20 novembre 2000      | LINEAR       |
| (123457) | 2000 WN138             | 21 novembre 2000      | LINEAR       |
| (123458) | 2000 WW138             | 21 novembre 2000      | LINEAR       |
| (123459) | 2000 WQ139             | 21 novembre 2000      | LINEAR       |
| (123460) | 2000 WQ141             | 19 novembre 2000      | LINEAR       |
| (123461) | 2000 WT142             | 20 novembre 2000      | LONEOS       |
| (123462) | 2000 WY142             | 20 novembre 2000      | LONEOS       |
| (123463) | 2000 WC143             | 20 novembre 2000      | LONEOS       |
| (123464) | 2000 WO144             | 21 novembre 2000      | LINEAR       |
| (123465) | 2000 WH145             | 22 novembre 2000      | NEAT         |
| (123466) | 2000 WZ145             | 23 novembre 2000      | NEAT         |
| (123467) | 2000 WZ146             | 28 novembre 2000      | NEAT         |
| (123468) | 2000 WS147             | 28 novembre 2000      | Spacewatch   |
| (123469) | 2000 WC148             | 28 novembre 2000      | Spacewatch   |
| (123470) | 2000 WR148             | 28 novembre 2000      | NEAT         |
| (123471) | 2000 WE149             | 29 novembre 2000      | NEAT         |
| (123472) | 2000 WD154             | 30 novembre 2000      | LINEAR       |
| (123473) | 2000 WH154             | 30 novembre 2000      | LINEAR       |
| (123474) | 2000 WO154             | 30 novembre 2000      | LINEAR       |
| (123475) | 2000 WB155             | 30 novembre 2000      | LINEAR       |
| (123476) | 2000 WC155             | 30 novembre 2000      | LINEAR       |
| (123477) | 2000 WR161             | 20 novembre 2000      | LONEOS       |
| (123478) | 2000 WU161             | 20 novembre 2000      | LONEOS       |
| (123479) | 2000 WD162             | 20 novembre 2000      | LONEOS       |
| (123480) | 2000 WE162             | 20 novembre 2000      | LONEOS       |
| (123481) | 2000 WV162             | 20 novembre 2000      | LONEOS       |
| (123482) | 2000 WL163             | 21 novembre 2000      | LINEAR       |
| (123483) | 2000 WX164             | 22 novembre 2000      | NEAT         |
| (123484) | 2000 WE166             | 24 novembre 2000      | LONEOS       |
| (123485) | 2000 WF166             | 24 novembre 2000      | LONEOS       |
| (123486) | 2000 WS166             | 24 novembre 2000      | LONEOS       |
| (123487) | 2000 WY166             | 24 novembre 2000      | LONEOS       |
| (123488) | 2000 WD170             | 24 novembre 2000      | LONEOS       |
| (123489) | 2000 WO170             | 24 novembre 2000      | LONEOS       |
| (123490) | 2000 WS170             | 24 novembre 2000      | LONEOS       |
| (123491) | 2000 WV170             | 24 novembre 2000      | LONEOS       |
| (123492) | 2000 WL171             | 25 novembre 2000      | LINEAR       |
| (123493) | 2000 WU171             | 25 novembre 2000      | LINEAR       |
| (123494) | 2000 WJ173             | 25 novembre 2000      | LONEOS       |
| (123495) | 2000 WK173             | 25 novembre 2000      | LONEOS       |
| (123496) | 2000 WL175             | 26 novembre 2000      | LINEAR       |
| (123497) | 2000 WP175             | 26 novembre 2000      | LINEAR       |
| (123498) | 2000 WN178             | 29 novembre 2000      | LINEAR       |
| (123499) | 2000 WY178             | 30 novembre 2000      | Sposetti, S. |
| (123500) | 2000 WY179             | 27 novembre 2000      | LINEAR       |

### 123501-123600
| Nom                 | Désignation provisoire | Date de la découverte | Découvreur                                        |
| ------------------- | ---------------------- | --------------------- | ------------------------------------------------- |
| (123501)            | 2000 WM180             | 27 novembre 2000      | LINEAR                                            |
| (123502)            | 2000 WV180             | 29 novembre 2000      | LINEAR                                            |
| (123503)            | 2000 WW180             | 29 novembre 2000      | LINEAR                                            |
| (123504)            | 2000 WE181             | 29 novembre 2000      | LINEAR                                            |
| (123505)            | 2000 WO181             | 30 novembre 2000      | LONEOS                                            |
| (123506)            | 2000 WA182             | 25 novembre 2000      | LINEAR                                            |
| (123507)            | 2000 WP182             | 20 novembre 2000      | LONEOS                                            |
| (123508)            | 2000 WU182             | 18 novembre 2000      | LINEAR                                            |
| (123509) 2000 WK183 | 2000 WK183             | 26 novembre 2000      | Hainaut, O. R., Delahodde, C. E., Delsanti, A. C. |
| (123510)            | 2000 WV184             | 29 novembre 2000      | LONEOS                                            |
| (123511)            | 2000 WP185             | 29 novembre 2000      | LINEAR                                            |
| (123512)            | 2000 WU187             | 16 novembre 2000      | LONEOS                                            |
| (123513)            | 2000 WV188             | 18 novembre 2000      | LONEOS                                            |
| (123514)            | 2000 WY190             | 19 novembre 2000      | LONEOS                                            |
| (123515)            | 2000 WH192             | 19 novembre 2000      | LONEOS                                            |
| (123516)            | 2000 XN1               | 3 décembre 2000       | Spacewatch                                        |
| (123517)            | 2000 XY1               | 3 décembre 2000       | Spacewatch                                        |
| (123518)            | 2000 XK3               | 1er décembre 2000     | LINEAR                                            |
| (123519)            | 2000 XM3               | 1er décembre 2000     | LINEAR                                            |
| (123520)            | 2000 XY3               | 1er décembre 2000     | LINEAR                                            |
| (123521)            | 2000 XD4               | 1er décembre 2000     | LINEAR                                            |
| (123522)            | 2000 XA5               | 1er décembre 2000     | LINEAR                                            |
| (123523)            | 2000 XY7               | 1er décembre 2000     | LINEAR                                            |
| (123524)            | 2000 XW9               | 1er décembre 2000     | LINEAR                                            |
| (123525)            | 2000 XB10              | 1er décembre 2000     | LINEAR                                            |
| (123526)            | 2000 XO12              | 4 décembre 2000       | LINEAR                                            |
| (123527)            | 2000 XQ12              | 4 décembre 2000       | LINEAR                                            |
| (123528)            | 2000 XZ12              | 4 décembre 2000       | LINEAR                                            |
| (123529)            | 2000 XA13              | 4 décembre 2000       | LINEAR                                            |
| (123530)            | 2000 XL13              | 4 décembre 2000       | LINEAR                                            |
| (123531)            | 2000 XT13              | 4 décembre 2000       | LINEAR                                            |
| (123532)            | 2000 XZ13              | 4 décembre 2000       | Jeon, Y.-B., Lee, B.-C.                           |
| (123533)            | 2000 XX15              | 1er décembre 2000     | LINEAR                                            |
| (123534)            | 2000 XD16              | 1er décembre 2000     | LINEAR                                            |
| (123535)            | 2000 XF16              | 1er décembre 2000     | LINEAR                                            |
| (123536)            | 2000 XU17              | 4 décembre 2000       | LINEAR                                            |
| (123537)            | 2000 XE18              | 4 décembre 2000       | LINEAR                                            |
| (123538)            | 2000 XR19              | 4 décembre 2000       | LINEAR                                            |
| (123539)            | 2000 XV19              | 4 décembre 2000       | LINEAR                                            |
| (123540)            | 2000 XN20              | 4 décembre 2000       | LINEAR                                            |
| (123541)            | 2000 XS20              | 4 décembre 2000       | LINEAR                                            |
| (123542)            | 2000 XM21              | 4 décembre 2000       | LINEAR                                            |
| (123543)            | 2000 XG22              | 4 décembre 2000       | LINEAR                                            |
| (123544)            | 2000 XK22              | 4 décembre 2000       | LINEAR                                            |
| (123545)            | 2000 XN22              | 4 décembre 2000       | LINEAR                                            |
| (123546)            | 2000 XK23              | 4 décembre 2000       | LINEAR                                            |
| (123547)            | 2000 XS23              | 4 décembre 2000       | LINEAR                                            |
| (123548)            | 2000 XT24              | 4 décembre 2000       | LINEAR                                            |
| (123549)            | 2000 XF25              | 4 décembre 2000       | LINEAR                                            |
| (123550)            | 2000 XK25              | 4 décembre 2000       | LINEAR                                            |
| (123551)            | 2000 XU26              | 4 décembre 2000       | LINEAR                                            |
| (123552)            | 2000 XD29              | 4 décembre 2000       | LINEAR                                            |
| (123553)            | 2000 XN29              | 4 décembre 2000       | LINEAR                                            |
| (123554)            | 2000 XL30              | 4 décembre 2000       | LINEAR                                            |
| (123555)            | 2000 XP30              | 4 décembre 2000       | LINEAR                                            |
| (123556)            | 2000 XW30              | 4 décembre 2000       | LINEAR                                            |
| (123557)            | 2000 XJ32              | 4 décembre 2000       | LINEAR                                            |
| (123558)            | 2000 XD33              | 4 décembre 2000       | LINEAR                                            |
| (123559)            | 2000 XG33              | 4 décembre 2000       | LINEAR                                            |
| (123560)            | 2000 XT33              | 4 décembre 2000       | LINEAR                                            |
| (123561)            | 2000 XD34              | 4 décembre 2000       | LINEAR                                            |
| (123562)            | 2000 XU34              | 4 décembre 2000       | LINEAR                                            |
| (123563)            | 2000 XY34              | 4 décembre 2000       | LINEAR                                            |
| (123564)            | 2000 XC35              | 4 décembre 2000       | LINEAR                                            |
| (123565)            | 2000 XP35              | 4 décembre 2000       | LINEAR                                            |
| (123566)            | 2000 XR35              | 5 décembre 2000       | LINEAR                                            |
| (123567)            | 2000 XV35              | 5 décembre 2000       | LINEAR                                            |
| (123568)            | 2000 XZ35              | 5 décembre 2000       | LINEAR                                            |
| (123569)            | 2000 XC36              | 5 décembre 2000       | LINEAR                                            |
| (123570)            | 2000 XP36              | 5 décembre 2000       | LINEAR                                            |
| (123571)            | 2000 XV36              | 5 décembre 2000       | LINEAR                                            |
| (123572)            | 2000 XZ36              | 5 décembre 2000       | LINEAR                                            |
| (123573)            | 2000 XG37              | 5 décembre 2000       | LINEAR                                            |
| (123574)            | 2000 XJ37              | 5 décembre 2000       | LINEAR                                            |
| (123575)            | 2000 XA38              | 5 décembre 2000       | LINEAR                                            |
| (123576)            | 2000 XV38              | 4 décembre 2000       | LINEAR                                            |
| (123577)            | 2000 XJ39              | 4 décembre 2000       | LINEAR                                            |
| (123578)            | 2000 XV39              | 4 décembre 2000       | LINEAR                                            |
| (123579)            | 2000 XA40              | 5 décembre 2000       | LINEAR                                            |
| (123580)            | 2000 XK40              | 5 décembre 2000       | LINEAR                                            |
| (123581)            | 2000 XO40              | 5 décembre 2000       | LINEAR                                            |
| (123582)            | 2000 XQ40              | 5 décembre 2000       | LINEAR                                            |
| (123583)            | 2000 XR40              | 5 décembre 2000       | LINEAR                                            |
| (123584)            | 2000 XT40              | 5 décembre 2000       | LINEAR                                            |
| (123585)            | 2000 XD41              | 5 décembre 2000       | LINEAR                                            |
| (123586)            | 2000 XH41              | 5 décembre 2000       | LINEAR                                            |
| (123587)            | 2000 XK42              | 5 décembre 2000       | LINEAR                                            |
| (123588)            | 2000 XM42              | 5 décembre 2000       | LINEAR                                            |
| (123589)            | 2000 XE44              | 6 décembre 2000       | LINEAR                                            |
| (123590)            | 2000 XT45              | 15 décembre 2000      | LINEAR                                            |
| (123591)            | 2000 XV45              | 15 décembre 2000      | LINEAR                                            |
| (123592)            | 2000 XP46              | 7 décembre 2000       | LINEAR                                            |
| (123593)            | 2000 XZ46              | 15 décembre 2000      | LINEAR                                            |
| (123594)            | 2000 XF49              | 4 décembre 2000       | LINEAR                                            |
| (123595)            | 2000 XN50              | 5 décembre 2000       | LINEAR                                            |
| (123596)            | 2000 XX51              | 6 décembre 2000       | LINEAR                                            |
| (123597)            | 2000 YN2               | 19 décembre 2000      | LINEAR                                            |
| (123598)            | 2000 YW3               | 18 décembre 2000      | Spacewatch                                        |
| (123599)            | 2000 YJ5               | 20 décembre 2000      | LINEAR                                            |
| (123600)            | 2000 YL5               | 20 décembre 2000      | LINEAR                                            |

### 123601-123700
| Nom              | Désignation provisoire | Date de la découverte | Découvreur                  |
| ---------------- | ---------------------- | --------------------- | --------------------------- |
| (123601)         | 2000 YT5               | 19 décembre 2000      | LINEAR                      |
| (123602)         | 2000 YG7               | 20 décembre 2000      | LINEAR                      |
| (123603)         | 2000 YV7               | 21 décembre 2000      | LINEAR                      |
| (123604)         | 2000 YY9               | 20 décembre 2000      | LINEAR                      |
| (123605)         | 2000 YU10              | 22 décembre 2000      | LINEAR                      |
| (123606)         | 2000 YF11              | 22 décembre 2000      | Kusnirak, P., Pravec, P.    |
| (123607)         | 2000 YA12              | 21 décembre 2000      | Bickel, W.                  |
| (123608)         | 2000 YC13              | 21 décembre 2000      | Spacewatch                  |
| (123609)         | 2000 YJ13              | 21 décembre 2000      | Spacewatch                  |
| (123610)         | 2000 YV13              | 22 décembre 2000      | Spacewatch                  |
| (123611)         | 2000 YX14              | 16 décembre 2000      | Pauwels, T.                 |
| (123612)         | 2000 YL16              | 22 décembre 2000      | Sposetti, S.                |
| (123613)         | 2000 YQ17              | 24 décembre 2000      | Kusnirak, P., Babiakova, U. |
| (123614)         | 2000 YZ17              | 20 décembre 2000      | LINEAR                      |
| (123615)         | 2000 YS20              | 28 décembre 2000      | Spacewatch                  |
| (123616)         | 2000 YG23              | 28 décembre 2000      | Spacewatch                  |
| (123617)         | 2000 YQ24              | 28 décembre 2000      | Spacewatch                  |
| (123618)         | 2000 YS25              | 22 décembre 2000      | LINEAR                      |
| (123619)         | 2000 YA26              | 23 décembre 2000      | LINEAR                      |
| (123620)         | 2000 YP26              | 28 décembre 2000      | LINEAR                      |
| (123621)         | 2000 YK27              | 30 décembre 2000      | Spacewatch                  |
| (123622)         | 2000 YF28              | 26 décembre 2000      | NEAT                        |
| (123623)         | 2000 YJ31              | 30 décembre 2000      | Spacewatch                  |
| (123624)         | 2000 YO32              | 30 décembre 2000      | LINEAR                      |
| (123625)         | 2000 YO36              | 30 décembre 2000      | LINEAR                      |
| (123626)         | 2000 YY40              | 30 décembre 2000      | LINEAR                      |
| (123627)         | 2000 YA43              | 30 décembre 2000      | LINEAR                      |
| (123628)         | 2000 YK44              | 30 décembre 2000      | LINEAR                      |
| (123629)         | 2000 YR46              | 30 décembre 2000      | LINEAR                      |
| (123630)         | 2000 YU46              | 30 décembre 2000      | LINEAR                      |
| (123631)         | 2000 YA47              | 30 décembre 2000      | LINEAR                      |
| (123632)         | 2000 YO47              | 30 décembre 2000      | LINEAR                      |
| (123633)         | 2000 YT47              | 30 décembre 2000      | LINEAR                      |
| (123634)         | 2000 YV47              | 30 décembre 2000      | LINEAR                      |
| (123635)         | 2000 YH50              | 30 décembre 2000      | LINEAR                      |
| (123636)         | 2000 YO52              | 30 décembre 2000      | LINEAR                      |
| (123637)         | 2000 YR52              | 30 décembre 2000      | LINEAR                      |
| (123638)         | 2000 YY53              | 30 décembre 2000      | LINEAR                      |
| (123639)         | 2000 YY54              | 30 décembre 2000      | LINEAR                      |
| (123640)         | 2000 YO56              | 30 décembre 2000      | LINEAR                      |
| (123641)         | 2000 YJ58              | 30 décembre 2000      | LINEAR                      |
| (123642)         | 2000 YR58              | 30 décembre 2000      | LINEAR                      |
| (123643)         | 2000 YW60              | 30 décembre 2000      | LINEAR                      |
| (123644)         | 2000 YR61              | 30 décembre 2000      | LINEAR                      |
| (123645)         | 2000 YQ63              | 30 décembre 2000      | LINEAR                      |
| (123646)         | 2000 YW63              | 30 décembre 2000      | LINEAR                      |
| (123647) Tomáško | 2000 YG66              | 31 décembre 2000      | Kusnirak, P., Babiakova, U. |
| (123648)         | 2000 YN66              | 22 décembre 2000      | LINEAR                      |
| (123649)         | 2000 YT66              | 30 décembre 2000      | Spacewatch                  |
| (123650)         | 2000 YH71              | 30 décembre 2000      | LINEAR                      |
| (123651)         | 2000 YB73              | 30 décembre 2000      | LINEAR                      |
| (123652)         | 2000 YC73              | 30 décembre 2000      | LINEAR                      |
| (123653)         | 2000 YU73              | 30 décembre 2000      | LINEAR                      |
| (123654)         | 2000 YG74              | 30 décembre 2000      | LINEAR                      |
| (123655)         | 2000 YK74              | 30 décembre 2000      | LINEAR                      |
| (123656)         | 2000 YO74              | 30 décembre 2000      | LINEAR                      |
| (123657)         | 2000 YL75              | 30 décembre 2000      | LINEAR                      |
| (123658)         | 2000 YX75              | 30 décembre 2000      | LINEAR                      |
| (123659)         | 2000 YJ76              | 30 décembre 2000      | LINEAR                      |
| (123660)         | 2000 YM77              | 30 décembre 2000      | LINEAR                      |
| (123661)         | 2000 YT77              | 30 décembre 2000      | LINEAR                      |
| (123662)         | 2000 YM78              | 30 décembre 2000      | LINEAR                      |
| (123663)         | 2000 YQ78              | 30 décembre 2000      | LINEAR                      |
| (123664)         | 2000 YC79              | 30 décembre 2000      | LINEAR                      |
| (123665)         | 2000 YL79              | 30 décembre 2000      | LINEAR                      |
| (123666)         | 2000 YX79              | 30 décembre 2000      | LINEAR                      |
| (123667)         | 2000 YR80              | 30 décembre 2000      | LINEAR                      |
| (123668)         | 2000 YB81              | 30 décembre 2000      | LINEAR                      |
| (123669)         | 2000 YH82              | 30 décembre 2000      | LINEAR                      |
| (123670)         | 2000 YG83              | 30 décembre 2000      | LINEAR                      |
| (123671)         | 2000 YX86              | 30 décembre 2000      | LINEAR                      |
| (123672)         | 2000 YA87              | 30 décembre 2000      | LINEAR                      |
| (123673)         | 2000 YP88              | 30 décembre 2000      | LINEAR                      |
| (123674)         | 2000 YA90              | 30 décembre 2000      | LINEAR                      |
| (123675)         | 2000 YT90              | 30 décembre 2000      | LINEAR                      |
| (123676)         | 2000 YN91              | 30 décembre 2000      | LINEAR                      |
| (123677)         | 2000 YO91              | 30 décembre 2000      | LINEAR                      |
| (123678)         | 2000 YP91              | 30 décembre 2000      | LINEAR                      |
| (123679)         | 2000 YF92              | 30 décembre 2000      | LINEAR                      |
| (123680)         | 2000 YN92              | 30 décembre 2000      | LINEAR                      |
| (123681)         | 2000 YE93              | 30 décembre 2000      | LINEAR                      |
| (123682)         | 2000 YA95              | 30 décembre 2000      | LINEAR                      |
| (123683)         | 2000 YF95              | 30 décembre 2000      | LINEAR                      |
| (123684)         | 2000 YK95              | 30 décembre 2000      | LINEAR                      |
| (123685)         | 2000 YN96              | 30 décembre 2000      | LINEAR                      |
| (123686)         | 2000 YA97              | 30 décembre 2000      | LINEAR                      |
| (123687)         | 2000 YA98              | 30 décembre 2000      | LINEAR                      |
| (123688)         | 2000 YG99              | 30 décembre 2000      | LINEAR                      |
| (123689)         | 2000 YL99              | 30 décembre 2000      | LINEAR                      |
| (123690)         | 2000 YO99              | 30 décembre 2000      | LINEAR                      |
| (123691)         | 2000 YJ101             | 28 décembre 2000      | LINEAR                      |
| (123692)         | 2000 YN101             | 28 décembre 2000      | LINEAR                      |
| (123693)         | 2000 YQ101             | 28 décembre 2000      | LINEAR                      |
| (123694)         | 2000 YW101             | 28 décembre 2000      | LINEAR                      |
| (123695)         | 2000 YC102             | 28 décembre 2000      | LINEAR                      |
| (123696)         | 2000 YA103             | 28 décembre 2000      | LINEAR                      |
| (123697)         | 2000 YV103             | 28 décembre 2000      | LINEAR                      |
| (123698)         | 2000 YQ104             | 28 décembre 2000      | LINEAR                      |
| (123699)         | 2000 YF105             | 28 décembre 2000      | LINEAR                      |
| (123700)         | 2000 YF107             | 30 décembre 2000      | LINEAR                      |

### 123701-123800
| Nom               | Désignation provisoire | Date de la découverte | Découvreur              |
| ----------------- | ---------------------- | --------------------- | ----------------------- |
| (123701)          | 2000 YQ108             | 30 décembre 2000      | LINEAR                  |
| (123702)          | 2000 YE109             | 30 décembre 2000      | LINEAR                  |
| (123703)          | 2000 YB111             | 30 décembre 2000      | LINEAR                  |
| (123704)          | 2000 YL111             | 30 décembre 2000      | LINEAR                  |
| (123705)          | 2000 YV112             | 30 décembre 2000      | LINEAR                  |
| (123706)          | 2000 YE114             | 30 décembre 2000      | LINEAR                  |
| (123707)          | 2000 YD116             | 30 décembre 2000      | LINEAR                  |
| (123708)          | 2000 YE117             | 30 décembre 2000      | LINEAR                  |
| (123709)          | 2000 YZ118             | 27 décembre 2000      | LONEOS                  |
| (123710)          | 2000 YQ120             | 19 décembre 2000      | LINEAR                  |
| (123711)          | 2000 YC121             | 21 décembre 2000      | LINEAR                  |
| (123712)          | 2000 YO122             | 28 décembre 2000      | LINEAR                  |
| (123713)          | 2000 YU122             | 28 décembre 2000      | LINEAR                  |
| (123714)          | 2000 YH124             | 29 décembre 2000      | LONEOS                  |
| (123715)          | 2000 YT124             | 29 décembre 2000      | LONEOS                  |
| (123716)          | 2000 YP125             | 29 décembre 2000      | LONEOS                  |
| (123717)          | 2000 YX126             | 29 décembre 2000      | LONEOS                  |
| (123718)          | 2000 YS128             | 29 décembre 2000      | NEAT                    |
| (123719)          | 2000 YD132             | 30 décembre 2000      | LINEAR                  |
| (123720)          | 2000 YP133             | 31 décembre 2000      | Spacewatch              |
| (123721)          | 2000 YZ133             | 31 décembre 2000      | NEAT                    |
| (123722)          | 2000 YX134             | 16 décembre 2000      | LONEOS                  |
| (123723)          | 2000 YD135             | 17 décembre 2000      | LONEOS                  |
| (123724)          | 2000 YK135             | 17 décembre 2000      | LINEAR                  |
| (123725)          | 2000 YU135             | 21 décembre 2000      | LINEAR                  |
| (123726)          | 2000 YK136             | 23 décembre 2000      | LONEOS                  |
| (123727)          | 2000 YQ137             | 23 décembre 2000      | LINEAR                  |
| (123728)          | 2000 YS142             | 17 décembre 2000      | LINEAR                  |
| (123729)          | 2001 AM5               | 2 janvier 2001        | LINEAR                  |
| (123730)          | 2001 AS7               | 2 janvier 2001        | LINEAR                  |
| (123731)          | 2001 AH8               | 2 janvier 2001        | LINEAR                  |
| (123732)          | 2001 AU8               | 2 janvier 2001        | LINEAR                  |
| (123733)          | 2001 AT9               | 2 janvier 2001        | LINEAR                  |
| (123734)          | 2001 AE10              | 2 janvier 2001        | LINEAR                  |
| (123735)          | 2001 AH10              | 2 janvier 2001        | LINEAR                  |
| (123736)          | 2001 AQ11              | 2 janvier 2001        | LINEAR                  |
| (123737)          | 2001 AW11              | 2 janvier 2001        | LINEAR                  |
| (123738)          | 2001 AZ14              | 2 janvier 2001        | LINEAR                  |
| (123739)          | 2001 AC18              | 2 janvier 2001        | LINEAR                  |
| (123740)          | 2001 AO18              | 2 janvier 2001        | LINEAR                  |
| (123741)          | 2001 AN19              | 4 janvier 2001        | Jeon, Y.-B., Lee, B.-C. |
| (123742)          | 2001 AQ20              | 3 janvier 2001        | LINEAR                  |
| (123743)          | 2001 AT21              | 3 janvier 2001        | LINEAR                  |
| (123744)          | 2001 AT22              | 3 janvier 2001        | LINEAR                  |
| (123745)          | 2001 AA23              | 3 janvier 2001        | LINEAR                  |
| (123746)          | 2001 AC23              | 3 janvier 2001        | LINEAR                  |
| (123747)          | 2001 AV25              | 4 janvier 2001        | McClusky, J. V.         |
| (123748)          | 2001 AJ26              | 5 janvier 2001        | LINEAR                  |
| (123749)          | 2001 AK26              | 5 janvier 2001        | LINEAR                  |
| (123750)          | 2001 AT26              | 5 janvier 2001        | LINEAR                  |
| (123751)          | 2001 AR27              | 5 janvier 2001        | LINEAR                  |
| (123752)          | 2001 AB28              | 5 janvier 2001        | LINEAR                  |
| (123753)          | 2001 AP32              | 4 janvier 2001        | LINEAR                  |
| (123754)          | 2001 AR32              | 4 janvier 2001        | LINEAR                  |
| (123755)          | 2001 AD33              | 4 janvier 2001        | LINEAR                  |
| (123756)          | 2001 AY36              | 5 janvier 2001        | LINEAR                  |
| (123757)          | 2001 AY37              | 5 janvier 2001        | LINEAR                  |
| (123758)          | 2001 AU39              | 3 janvier 2001        | LONEOS                  |
| (123759)          | 2001 AC40              | 3 janvier 2001        | LONEOS                  |
| (123760)          | 2001 AP40              | 3 janvier 2001        | LONEOS                  |
| (123761)          | 2001 AD41              | 3 janvier 2001        | LINEAR                  |
| (123762)          | 2001 AU41              | 3 janvier 2001        | LINEAR                  |
| (123763)          | 2001 AH42              | 3 janvier 2001        | LONEOS                  |
| (123764)          | 2001 AW43              | 14 janvier 2001       | Spacewatch              |
| (123765)          | 2001 AJ46              | 15 janvier 2001       | LINEAR                  |
| (123766)          | 2001 AH48              | 15 janvier 2001       | Bickel, W.              |
| (123767)          | 2001 AR48              | 4 janvier 2001        | LINEAR                  |
| (123768)          | 2001 AG50              | 14 janvier 2001       | Spacewatch              |
| (123769)          | 2001 AZ50              | 15 janvier 2001       | Spacewatch              |
| (123770)          | 2001 AN53              | 4 janvier 2001        | Spacewatch              |
| (123771)          | 2001 BL                | 17 janvier 2001       | Kobayashi, T.           |
| (123772)          | 2001 BQ2               | 17 janvier 2001       | LINEAR                  |
| (123773)          | 2001 BB6               | 18 janvier 2001       | LINEAR                  |
| (123774)          | 2001 BQ6               | 19 janvier 2001       | LINEAR                  |
| (123775)          | 2001 BA7               | 19 janvier 2001       | LINEAR                  |
| (123776)          | 2001 BF7               | 19 janvier 2001       | LINEAR                  |
| (123777)          | 2001 BH7               | 19 janvier 2001       | LINEAR                  |
| (123778)          | 2001 BN12              | 19 janvier 2001       | Spacewatch              |
| (123779)          | 2001 BW12              | 18 janvier 2001       | LINEAR                  |
| (123780)          | 2001 BJ13              | 21 janvier 2001       | LINEAR                  |
| (123781)          | 2001 BU14              | 21 janvier 2001       | Kobayashi, T.           |
| (123782)          | 2001 BM15              | 21 janvier 2001       | Kobayashi, T.           |
| (123783)          | 2001 BP16              | 18 janvier 2001       | LINEAR                  |
| (123784)          | 2001 BE17              | 19 janvier 2001       | LINEAR                  |
| (123785)          | 2001 BP17              | 19 janvier 2001       | LINEAR                  |
| (123786)          | 2001 BS17              | 19 janvier 2001       | LINEAR                  |
| (123787)          | 2001 BG22              | 20 janvier 2001       | LINEAR                  |
| (123788)          | 2001 BZ22              | 20 janvier 2001       | LINEAR                  |
| (123789)          | 2001 BL25              | 20 janvier 2001       | LINEAR                  |
| (123790)          | 2001 BD35              | 20 janvier 2001       | LINEAR                  |
| (123791)          | 2001 BH35              | 20 janvier 2001       | LINEAR                  |
| (123792)          | 2001 BU37              | 21 janvier 2001       | LINEAR                  |
| (123793)          | 2001 BG39              | 19 janvier 2001       | Spacewatch              |
| (123794) Deadwood | 2001 BE42              | 25 janvier 2001       | Dyvig, R.               |
| (123795)          | 2001 BF42              | 25 janvier 2001       | Dyvig, R.               |
| (123796)          | 2001 BD43              | 19 janvier 2001       | LINEAR                  |
| (123797)          | 2001 BV43              | 19 janvier 2001       | LINEAR                  |
| (123798)          | 2001 BL47              | 21 janvier 2001       | LINEAR                  |
| (123799)          | 2001 BK48              | 21 janvier 2001       | LINEAR                  |
| (123800)          | 2001 BL48              | 21 janvier 2001       | LINEAR                  |

### 123801-123900
| Nom                  | Désignation provisoire | Date de la découverte | Découvreur                  |
| -------------------- | ---------------------- | --------------------- | --------------------------- |
| (123801)             | 2001 BK54              | 18 janvier 2001       | Spacewatch                  |
| (123802)             | 2001 BC56              | 19 janvier 2001       | LINEAR                      |
| (123803)             | 2001 BP56              | 19 janvier 2001       | LINEAR                      |
| (123804)             | 2001 BA60              | 26 janvier 2001       | LINEAR                      |
| (123805)             | 2001 BZ60              | 26 janvier 2001       | LINEAR                      |
| (123806)             | 2001 BY63              | 29 janvier 2001       | LINEAR                      |
| (123807)             | 2001 BH64              | 29 janvier 2001       | LINEAR                      |
| (123808)             | 2001 BJ64              | 29 janvier 2001       | LINEAR                      |
| (123809)             | 2001 BY64              | 31 janvier 2001       | NEAT                        |
| (123810)             | 2001 BM65              | 26 janvier 2001       | LINEAR                      |
| (123811)             | 2001 BC67              | 30 janvier 2001       | LINEAR                      |
| (123812)             | 2001 BE67              | 30 janvier 2001       | LINEAR                      |
| (123813)             | 2001 BC68              | 31 janvier 2001       | LINEAR                      |
| (123814)             | 2001 BC71              | 29 janvier 2001       | LINEAR                      |
| (123815)             | 2001 BD72              | 31 janvier 2001       | LINEAR                      |
| (123816)             | 2001 BU73              | 29 janvier 2001       | Uppsala-DLR Asteroid Survey |
| (123817)             | 2001 BG74              | 31 janvier 2001       | Spacewatch                  |
| (123818) Helenzier   | 2001 BC75              | 31 janvier 2001       | Healy, D.                   |
| (123819)             | 2001 BS77              | 25 janvier 2001       | Spacewatch                  |
| (123820)             | 2001 BV78              | 21 janvier 2001       | LINEAR                      |
| (123821)             | 2001 BH80              | 20 janvier 2001       | LINEAR                      |
| (123822)             | 2001 BS80              | 19 janvier 2001       | NEAT                        |
| (123823)             | 2001 BW80              | 19 janvier 2001       | Spacewatch                  |
| (123824)             | 2001 CU3               | 1er février 2001      | LINEAR                      |
| (123825)             | 2001 CL4               | 1er février 2001      | LINEAR                      |
| (123826)             | 2001 CH6               | 1er février 2001      | LINEAR                      |
| (123827)             | 2001 CJ6               | 1er février 2001      | LINEAR                      |
| (123828)             | 2001 CJ9               | 1er février 2001      | LINEAR                      |
| (123829)             | 2001 CN9               | 1er février 2001      | LINEAR                      |
| (123830)             | 2001 CU10              | 1er février 2001      | LINEAR                      |
| (123831)             | 2001 CB13              | 1er février 2001      | LINEAR                      |
| (123832)             | 2001 CU14              | 1er février 2001      | LINEAR                      |
| (123833)             | 2001 CF15              | 1er février 2001      | LINEAR                      |
| (123834)             | 2001 CW15              | 1er février 2001      | LINEAR                      |
| (123835)             | 2001 CP16              | 1er février 2001      | LINEAR                      |
| (123836)             | 2001 CS18              | 2 février 2001        | LINEAR                      |
| (123837)             | 2001 CO20              | 3 février 2001        | LINEAR                      |
| (123838)             | 2001 CX20              | 4 février 2001        | LINEAR                      |
| (123839)             | 2001 CD22              | 1er février 2001      | LONEOS                      |
| (123840)             | 2001 CF22              | 1er février 2001      | LONEOS                      |
| (123841)             | 2001 CR22              | 1er février 2001      | LONEOS                      |
| (123842)             | 2001 CT27              | 2 février 2001        | LONEOS                      |
| (123843)             | 2001 CZ27              | 2 février 2001        | LONEOS                      |
| (123844)             | 2001 CN29              | 2 février 2001        | LONEOS                      |
| (123845)             | 2001 CD30              | 2 février 2001        | LONEOS                      |
| (123846)             | 2001 CQ31              | 4 février 2001        | LINEAR                      |
| (123847)             | 2001 CO32              | 5 février 2001        | LINEAR                      |
| (123848)             | 2001 CX34              | 13 février 2001       | LINEAR                      |
| (123849)             | 2001 CS35              | 13 février 2001       | LINEAR                      |
| (123850)             | 2001 CV36              | 13 février 2001       | Spacewatch                  |
| (123851)             | 2001 CB37              | 14 février 2001       | Sarounova, L.               |
| (123852) Jánboďa     | 2001 CM37              | 15 février 2001       | Gajdos, S., Galad, A.       |
| (123853)             | 2001 CP37              | 15 février 2001       | LINEAR                      |
| (123854)             | 2001 CB38              | 15 février 2001       | LINEAR                      |
| (123855)             | 2001 CE38              | 15 février 2001       | LINEAR                      |
| (123856)             | 2001 CD39              | 13 février 2001       | LINEAR                      |
| (123857)             | 2001 CB43              | 15 février 2001       | LINEAR                      |
| (123858)             | 2001 CB48              | 13 février 2001       | Spacewatch                  |
| (123859)             | 2001 CO48              | 11 février 2001       | Asiago-DLR Asteroid Survey  |
| (123860) Davederrick | 2001 DX                | 16 février 2001       | Schwartz, M., Holvorcem, P. |
| (123861)             | 2001 DB2               | 16 février 2001       | Spacewatch                  |
| (123862)             | 2001 DF3               | 16 février 2001       | LINEAR                      |
| (123863)             | 2001 DD5               | 16 février 2001       | LINEAR                      |
| (123864)             | 2001 DV6               | 16 février 2001       | Crni Vrh                    |
| (123865)             | 2001 DK7               | 16 février 2001       | Kobayashi, T.               |
| (123866)             | 2001 DO9               | 16 février 2001       | LINEAR                      |
| (123867)             | 2001 DE12              | 17 février 2001       | LINEAR                      |
| (123868)             | 2001 DJ13              | 19 février 2001       | Kobayashi, T.               |
| (123869)             | 2001 DR13              | 19 février 2001       | Kobayashi, T.               |
| (123870)             | 2001 DD19              | 16 février 2001       | LINEAR                      |
| (123871)             | 2001 DM22              | 16 février 2001       | LINEAR                      |
| (123872)             | 2001 DH23              | 17 février 2001       | LINEAR                      |
| (123873)             | 2001 DC27              | 17 février 2001       | LINEAR                      |
| (123874)             | 2001 DQ28              | 17 février 2001       | LINEAR                      |
| (123875)             | 2001 DQ29              | 17 février 2001       | LINEAR                      |
| (123876)             | 2001 DV29              | 17 février 2001       | LINEAR                      |
| (123877)             | 2001 DM31              | 17 février 2001       | LINEAR                      |
| (123878)             | 2001 DQ31              | 17 février 2001       | LINEAR                      |
| (123879)             | 2001 DP34              | 19 février 2001       | LINEAR                      |
| (123880)             | 2001 DG35              | 19 février 2001       | LINEAR                      |
| (123881)             | 2001 DH37              | 19 février 2001       | LINEAR                      |
| (123882)             | 2001 DS39              | 19 février 2001       | LINEAR                      |
| (123883)             | 2001 DE40              | 19 février 2001       | LINEAR                      |
| (123884)             | 2001 DJ42              | 19 février 2001       | LINEAR                      |
| (123885)             | 2001 DM42              | 19 février 2001       | LINEAR                      |
| (123886)             | 2001 DE45              | 19 février 2001       | LINEAR                      |
| (123887)             | 2001 DX45              | 19 février 2001       | LINEAR                      |
| (123888)             | 2001 DJ49              | 16 février 2001       | LINEAR                      |
| (123889)             | 2001 DT49              | 16 février 2001       | LINEAR                      |
| (123890)             | 2001 DB51              | 16 février 2001       | LINEAR                      |
| (123891)             | 2001 DL51              | 16 février 2001       | LINEAR                      |
| (123892)             | 2001 DM51              | 16 février 2001       | LINEAR                      |
| (123893)             | 2001 DW52              | 17 février 2001       | LINEAR                      |
| (123894)             | 2001 DR53              | 20 février 2001       | LINEAR                      |
| (123895)             | 2001 DW56              | 16 février 2001       | Spacewatch                  |
| (123896)             | 2001 DX58              | 21 février 2001       | LINEAR                      |
| (123897)             | 2001 DG60              | 19 février 2001       | LINEAR                      |
| (123898)             | 2001 DU61              | 19 février 2001       | LINEAR                      |
| (123899)             | 2001 DP62              | 19 février 2001       | LINEAR                      |
| (123900)             | 2001 DD63              | 19 février 2001       | LINEAR                      |

### 123901-124000
| Nom      | Désignation provisoire | Date de la découverte | Découvreur                 |
| -------- | ---------------------- | --------------------- | -------------------------- |
| (123901) | 2001 DB66              | 19 février 2001       | LINEAR                     |
| (123902) | 2001 DH68              | 19 février 2001       | LINEAR                     |
| (123903) | 2001 DC70              | 19 février 2001       | LINEAR                     |
| (123904) | 2001 DZ75              | 20 février 2001       | LINEAR                     |
| (123905) | 2001 DR76              | 20 février 2001       | LINEAR                     |
| (123906) | 2001 DS76              | 21 février 2001       | LINEAR                     |
| (123907) | 2001 DB78              | 22 février 2001       | Spacewatch                 |
| (123908) | 2001 DM79              | 19 février 2001       | NEAT                       |
| (123909) | 2001 DQ83              | 23 février 2001       | Spacewatch                 |
| (123910) | 2001 DT88              | 27 février 2001       | Spacewatch                 |
| (123911) | 2001 DF89              | 27 février 2001       | Spacewatch                 |
| (123912) | 2001 DM91              | 20 février 2001       | LINEAR                     |
| (123913) | 2001 DW93              | 19 février 2001       | LINEAR                     |
| (123914) | 2001 DP94              | 19 février 2001       | LINEAR                     |
| (123915) | 2001 DK95              | 18 février 2001       | NEAT                       |
| (123916) | 2001 DL96              | 17 février 2001       | LINEAR                     |
| (123917) | 2001 DY97              | 17 février 2001       | LINEAR                     |
| (123918) | 2001 DM98              | 17 février 2001       | NEAT                       |
| (123919) | 2001 DQ98              | 17 février 2001       | LINEAR                     |
| (123920) | 2001 DW99              | 17 février 2001       | LINEAR                     |
| (123921) | 2001 DT104             | 16 février 2001       | LONEOS                     |
| (123922) | 2001 DJ106             | 22 février 2001       | LINEAR                     |
| (123923) | 2001 DQ106             | 27 février 2001       | Asiago-DLR Asteroid Survey |
| (123924) | 2001 ET1               | 1er mars 2001         | LINEAR                     |
| (123925) | 2001 EA2               | 1er mars 2001         | LINEAR                     |
| (123926) | 2001 EB3               | 3 mars 2001           | Spacewatch                 |
| (123927) | 2001 ER4               | 2 mars 2001           | LONEOS                     |
| (123928) | 2001 ED6               | 2 mars 2001           | LONEOS                     |
| (123929) | 2001 EM6               | 2 mars 2001           | LONEOS                     |
| (123930) | 2001 EP6               | 2 mars 2001           | LONEOS                     |
| (123931) | 2001 ED8               | 2 mars 2001           | LONEOS                     |
| (123932) | 2001 EV11              | 3 mars 2001           | LINEAR                     |
| (123933) | 2001 EE14              | 15 mars 2001          | LINEAR                     |
| (123934) | 2001 EU14              | 15 mars 2001          | LINEAR                     |
| (123935) | 2001 EX14              | 15 mars 2001          | LINEAR                     |
| (123936) | 2001 EA15              | 15 mars 2001          | LINEAR                     |
| (123937) | 2001 EX16              | 3 mars 2001           | LINEAR                     |
| (123938) | 2001 EB17              | 13 mars 2001          | LINEAR                     |
| (123939) | 2001 EP17              | 15 mars 2001          | LINEAR                     |
| (123940) | 2001 EL18              | 15 mars 2001          | NEAT                       |
| (123941) | 2001 EM18              | 13 mars 2001          | LONEOS                     |
| (123942) | 2001 EV18              | 14 mars 2001          | LONEOS                     |
| (123943) | 2001 EW19              | 15 mars 2001          | Spacewatch                 |
| (123944) | 2001 EU20              | 15 mars 2001          | LONEOS                     |
| (123945) | 2001 EM21              | 15 mars 2001          | LONEOS                     |
| (123946) | 2001 ER23              | 15 mars 2001          | NEAT                       |
| (123947) | 2001 EK24              | 3 mars 2001           | LINEAR                     |
| (123948) | 2001 EQ25              | 15 mars 2001          | NEAT                       |
| (123949) | 2001 EC26              | 2 mars 2001           | LONEOS                     |
| (123950) | 2001 FJ3               | 18 mars 2001          | LINEAR                     |
| (123951) | 2001 FC4               | 18 mars 2001          | Kobayashi, T.              |
| (123952) | 2001 FX4               | 18 mars 2001          | LINEAR                     |
| (123953) | 2001 FT7               | 20 mars 2001          | Spacewatch                 |
| (123954) | 2001 FV7               | 18 mars 2001          | LINEAR                     |
| (123955) | 2001 FC10              | 17 mars 2001          | Sposetti, S.               |
| (123956) | 2001 FY10              | 19 mars 2001          | LONEOS                     |
| (123957) | 2001 FD11              | 19 mars 2001          | LONEOS                     |
| (123958) | 2001 FC12              | 19 mars 2001          | LONEOS                     |
| (123959) | 2001 FH12              | 19 mars 2001          | LONEOS                     |
| (123960) | 2001 FF13              | 19 mars 2001          | LONEOS                     |
| (123961) | 2001 FW13              | 19 mars 2001          | LONEOS                     |
| (123962) | 2001 FL14              | 19 mars 2001          | LONEOS                     |
| (123963) | 2001 FU15              | 19 mars 2001          | LONEOS                     |
| (123964) | 2001 FZ16              | 19 mars 2001          | LONEOS                     |
| (123965) | 2001 FD17              | 19 mars 2001          | LONEOS                     |
| (123966) | 2001 FF22              | 21 mars 2001          | LONEOS                     |
| (123967) | 2001 FX22              | 21 mars 2001          | LONEOS                     |
| (123968) | 2001 FQ26              | 18 mars 2001          | LINEAR                     |
| (123969) | 2001 FM27              | 18 mars 2001          | LINEAR                     |
| (123970) | 2001 FQ27              | 18 mars 2001          | LINEAR                     |
| (123971) | 2001 FX27              | 19 mars 2001          | LINEAR                     |
| (123972) | 2001 FN28              | 19 mars 2001          | LINEAR                     |
| (123973) | 2001 FQ28              | 19 mars 2001          | LINEAR                     |
| (123974) | 2001 FW28              | 19 mars 2001          | LINEAR                     |
| (123975) | 2001 FV30              | 21 mars 2001          | NEAT                       |
| (123976) | 2001 FV33              | 18 mars 2001          | LINEAR                     |
| (123977) | 2001 FO34              | 18 mars 2001          | LINEAR                     |
| (123978) | 2001 FF37              | 18 mars 2001          | LINEAR                     |
| (123979) | 2001 FB38              | 18 mars 2001          | LINEAR                     |
| (123980) | 2001 FH39              | 18 mars 2001          | LINEAR                     |
| (123981) | 2001 FJ42              | 18 mars 2001          | LINEAR                     |
| (123982) | 2001 FA44              | 18 mars 2001          | LINEAR                     |
| (123983) | 2001 FW46              | 18 mars 2001          | LINEAR                     |
| (123984) | 2001 FQ51              | 18 mars 2001          | LINEAR                     |
| (123985) | 2001 FK52              | 18 mars 2001          | LINEAR                     |
| (123986) | 2001 FC56              | 23 mars 2001          | LINEAR                     |
| (123987) | 2001 FO58              | 24 mars 2001          | NEAT                       |
| (123988) | 2001 FF62              | 19 mars 2001          | LINEAR                     |
| (123989) | 2001 FG62              | 19 mars 2001          | LINEAR                     |
| (123990) | 2001 FH62              | 19 mars 2001          | LINEAR                     |
| (123991) | 2001 FZ62              | 19 mars 2001          | LINEAR                     |
| (123992) | 2001 FL63              | 19 mars 2001          | LINEAR                     |
| (123993) | 2001 FK64              | 19 mars 2001          | LINEAR                     |
| (123994) | 2001 FL64              | 19 mars 2001          | LINEAR                     |
| (123995) | 2001 FM64              | 19 mars 2001          | LINEAR                     |
| (123996) | 2001 FV64              | 19 mars 2001          | LINEAR                     |
| (123997) | 2001 FC68              | 19 mars 2001          | LINEAR                     |
| (123998) | 2001 FP70              | 19 mars 2001          | LINEAR                     |
| (123999) | 2001 FS71              | 19 mars 2001          | LINEAR                     |
| (124000) | 2001 FP72              | 19 mars 2001          | LINEAR                     |

## Sources
- (en) Base de données du Centre des planètes mineures